# Kalaznó
Kalaznó là một thị trấn thuộc hạt Tolna, Hungary. Thị trấn này có diện tích 18,35 km², dân số năm 2010 là 163 người, mật độ 9 người/km².